# Vyacheslav Domani
Vyacheslav Grigorevich Domani (em russo:  Вячеслав Григорьевич Домани; 2 de maio de 1947) é um ex-jogador de voleibol da Rússia que competiu pela União Soviética nos Jogos Olímpicos de 1972.
Em 1972, ele fez parte da equipe soviética que conquistou a medalha de bronze no torneio olímpico, no qual jogou em todas as sete partidas.